# Елманский язык
Елма́нский язы́к, или галиво́нский алема́н, — разновидность офенского языка, которая существовала в городе Галич Костромской губернии.
Галивон — тайное офенское имя города Галич. Алеманы — неправильно взятое во множественном числе и искажённое офенское слово «ялман» — «язык» (речь). Активно использовался до начала XX века как профессиональный язык местных рыбаков.
Галичское озеро по-елмански называлось «Нерон».
Елманский язык не являлся диалектом мерянского (марийского) языка, а лишь содержал небольшое количество лексики и грамматических принципов, а также происхождение названия «елман» («алеман») от мар. йылме — «язык».